# Backlash 2023
Backlash 2023 è stata la diciottesima edizione dell'omonimo pay-per-view di wrestling prodotto dalla WWE. L'evento si è svolto il 6 maggio 2023 al Coliseo de Puerto Rico José Miguel Agrelot di San Juan ed è stato trasmesso in diretta su Peacock negli Stati Uniti e sul WWE Network nel resto del mondo.

## Storyline
A WrestleMania 39, Kevin Owens e Sami Zayn sconfissero gli Usos e conquistarono l'Undisputed WWE Tag Team Championship. Nella puntata di SmackDown del 7 aprile, Owens fu attaccato nel backstage da Solo Sikoa, il quale intervenne poi in favore di Jey Uso nel suo match contro Zayn, aiutandolo a vincere. Al termine dell'incontro, Jey e Sikoa attaccarono brutalmente Owens e Zayn, finché questi ultimi non vennero salvati dal rientrante Matt Riddle. La settimana successiva, dopo un ulteriore scontro, fu quindi sancito un six-man tag team match fra gli Usos e Sikoa contro Riddle, Owens e Zayn per Backlash.
A WrestleMania 39, Roman Reigns difese con successo l'Undisputed WWE Universal Championship contro Cody Rhodes anche grazie alle interferenze di Paul Heyman e Solo Sikoa. Nella puntata di Raw del 3 aprile, Rhodes sfidò Reigns ad un rematch per il titolo, ma quest'ultimo rifiutò, acconsentendo poi di lottare solamente in un incontro di coppia. Più avanti, il partner misterioso di Rhodes nel match contro Reigns e Sikoa si rivelò essere Brock Lesnar, il quale, poco prima che iniziasse l'incontro, attaccò il suo compagno. La settimana successiva, l'official Adam Pearce annunciò che Rhodes e Lesnar si sarebbero affrontati a Backlash.
Nella puntata di SmackDown del 14 aprile, la SmackDown Women's Champion Rhea Ripley cercò di aiutare Damian Priest nel suo match contro Santos Escobar, ma fu fermata da Zelina Vega, che ne preventivò l'interferenza. La settimana successiva, Vega chiese ed ottenne da Adam Pearce un incontro valevole per il titolo di Ripley a Backlash.
Nella puntata di Raw del 17 aprile, Bobby Lashley affrontò Austin Theory per lo United States Championship, ma l'incontro terminò senza un vincitore a causa dell'interferenza di Bronson Reed, che attaccò entrambi. Un triple threat match fra i tre con in palio la cintura fu sancito per Backlash.
Nella puntata di Raw del 10 aprile, Iyo Sky vinse un triple threat match che comprendeva anche Michin e Piper Niven, ottenendo un incontro valevole per il Raw Women's Championship di Bianca Belair a Backlash.
A WrestleMania 39, Damian Priest tentò di aiutare Dominik Mysterio durante il match di questi contro il padre Rey, ma fu fermato dal rapper Bad Bunny, presente al tavolo di commento, che lo attaccò per poi favorire dal vittoria dello stesso Rey. Nella puntata di Raw del 3 aprile, Priest attaccò Bad Bunny, schiantandolo attraverso un tavolo con una chokeslam. Ciò portò Bad Bunny a sfidarlo ad un San Juan street fight match per Backlash.
A completare la card dell'evento fu il match fra Omos e Seth Rollins.

## Risultati
| # | Match                                                                      | Stipulazioni                                              | Durata |
| - | -------------------------------------------------------------------------- | --------------------------------------------------------- | ------ |
| 1 | Bianca Belair (c) ha sconfitto Iyo Sky                                     | Single match per il WWE Raw Women's Championship          | 18:00  |
| 2 | Seth Rollins ha sconfitto Omos (con MVP)                                   | Single match                                              | 10:30  |
| 3 | Austin Theory (c) ha sconfitto Bronson Reed e Bobby Lashley                | Triple threat match per il WWE United States Championship | 6:50   |
| 4 | Rhea Ripley (c) ha sconfitto Zelina Vega                                   | Single match per il WWE SmackDown Women's Championship    | 7:10   |
| 5 | Bad Bunny ha sconfitto Damian Priest                                       | San Juan street fight match                               | 25:00  |
| 6 | Gli Usos e Solo Sikoa hanno sconfitto Kevin Owens, Sami Zayn e Matt Riddle | Six-man tag team match                                    | 22:00  |
| 7 | Cody Rhodes ha sconfitto Brock Lesnar                                      | Single match                                              | 9:40   |